# Ес-дур
Ес-дур је дурска лествица, чија је тоника тон ес, а као предзнак има три снизилице B, Es, As.

## Познатија класична дела у Ес-дуру
- Увертира опере „Чаробна фрула“, Моцарт
- Први клавирски концерт, Лист
- Трећа симфонија, „Ероика“, Бетовен
- Увертира 1812, оп. 49, Чајковски
- Четврта симфонија, Брукнер